# Shenzhou 3
Shenzhou 3 foi o terceiro voo não-tripulado do Programa Shenzhou, criado pela República Popular da China para colocar um chinês no espaço e posterior exploração espacial. Lançada em 15 de março de 2002, a nave levou ao espaço um manequim humano, em que foram realizados testes de simulação de sinais psicológicos e físicos como palpitação, pulso, respiração, metabolismo e excreção usando os sistemas suporte à vida instalado na cápsula para utilização nos futuros voos tripulados. A missão durou seis dias, com a cápsula pousando ao fim dela na Mongólia Interior.
Devido a mudanças do design do interior da nave, a missão foi adiada várias vezes e por vários meses. Havia sido previsto que a cápsula teria várias modificações mas dificuldades na implementação delas acabaram fazendo com que ela retornasse à concepção anterior.
A nave levou a bordo 44 experimentos científicos diferentes, que incluíram um espectrógrafo de imagens, um sensor de nuvens, um sensor de radiação, um monitor solar ultravioleta, um monitor do constante solar, um detector de densidade atmosférica e um medidor de microgravidade entre outros. Além disso, ela levou a bordo uma câmera de vídeo que transmitia imagens da Terra como vista através da janela da espaçonave.
A Shenzhou 3 completou 107 órbitas e após a reentrada desceu suavemente no sítio de pouso na Mongólia Interior. Assim como na Shenzhou 2, o módulo orbital permaneceu em órbita por sete meses levando a cabo experiências, até encerrar sua missão e fazer a reentrada sobre o Oceano Índico, a oeste da Austrália, em 12 de novembro de 2002.